# Medaglia d'oro Oswald Watt
La medaglia d'oro Oswald Watt è un'onorificenza dell'aeronautica militare australiana che prende il nome da Oswald Watt, pilota decorato nella prima guerra mondiale.
Viene istituita nel 1921 dopo la morte di Watt e viene assegnata per un'"eccezionale performance aerea o un enorme contributo all'aviazione da parte di un australiano o in Australia". Il conferimento avviene da parte della Royal Federation of Aero Clubs of Australia. Fra il momento della sua creazione ed il 2004 è stata conferita in tutto 48 volte.
La hanno ricevuta le seguenti persone:
- Francis Stewart Briggs, 1921.
- H. T. Shaw, 1922.
- Ivor E. McIntyre (due volte) 1924 e 1926.
- E. J. Jones, 1925.
- Bert Hinkler (quattro volte) 1927, 1928, 1931 e 1932.
- Sir Charles Kingsford Smith (quattro volte) 1929, 1930, 1933 e 1934.
- Harry Frank (Jim) Broadbent, 1935.
- Edgar Percival, 1936.
- Dr. Clyde Fenton, 1937.
- Don Bennett, 1938.
- Harold Brownlow Martin, 1947.
- Martin Warner, 1950.
- Patrick Gordon Taylor, 1951.
- P. G. Fisher, 1952.
- Derek "Jell" Cuming, 1953.
- Mervyn Waghorn, 1954.
- Sir Donald Anderson, 1957.
- D.W Leckie, 1958.
- A.E Chadwick, 1959.
- Brigadier Guy N Moore, 1960.
- Henry Millicer, 1962.
- Edward Connellan, 1964.
- Harry Schneider, 1966.
- Sir Hudson Fysh, 1967.
- George Alfred (Peter) Lloyd, 1969.
- Horrie Miller, 1972
- Sir Norman Brearley, 1973.
- Sir Lawrence Wackett, 1974.
- Sir Reg Ansett, 1975.
- Clive Canning, 1976.
- Bill Moyes, 1980
- Jon Johanson, 1995.
- Shirley Adkins, 1996.
- Bernie Sarroff, 1997.
- Dr Andrew (Andy) Thomas, 1998.
- Paul D. Scully-Power, 1999
- Ian Honnery